# فلق (المهرة)

تعديل مصدري - تعديل

فلق هي إحدى قرى عزلة جاذب بمديرية حوف التابعة لمحافظة المهرة، بلغ تعداد سكانها 21 نسمة حسب تعداد اليمن لعام 2004.